# ژان-پی‌یر اوئل
ژان-پیر اوئل (به فرانسوی: Jean-Pierre Houël) (زاده ۲۸ ژوئن ۱۷۳۵-درگذشته ۱۴ نوامبر ۱۸۱۳) نقاش و طراح فرانسوی بود.

'فتح قلعه باستیل، اثر ژان-پیر اوئل